# Шахта «Бутівка-Донецька»
ДВАТ «Шахта „Бутовка-Донецька“» — шахта на півночі Донецька.
Закладена у 1917, стала до ладу у 1919 як шахта «Бутівка». У 2005 перейменована на «Путилівська». У 1991 р. виробнича потужність шахти становила 605 тис. т вугілля. Шахтне поле розкрите трьома похилими стволами і одним вертикальним вентиляційним стволом 1240 м.
Розташована на північній околиці Донецька, у Київському районі. Адреса: 83009, вул. Свєтло́ва, м. Донецьк.
Стала відомою завдяки подіям під час війни на сході України, бо вентиляційний ствол шахти, що знаходиться північніше Спартака і південніше Авдіївки, став форпостом українських захисників.

## Історія

### Війна на сході України
| Координати вентиляційного стволу шахти                                |
| 48°06′03″ пн. ш. 37°46′12″ сх. д. / 48.10083° пн. ш. 37.77000° сх. д. |

З 2014 року, під час війни на сході України, вентиляційний ствол шахти, що знаходиться неподалік Донецького аеропорту, с. Спартак та м. Авдіївка, перебуває під контролем українських військ, і перетворився на місце запеклих боїв.

## Інші шахти «Бутівки»
В Макіївці є ще 3 шахти «Бутівки»: Бутівка-Глибока, Бутівка-Північна, Ново-Бутівка.